# Polygon (blockchain)
Polygon (antiga Matic Network) é uma plataforma de blockchain que busca criar um sistema de blockchain multi-cadeia compatível com o Ethereum. Assim como o Ethereum, utiliza o mecanismo de consenso proof of stake (prova de participação) para o processamento de transações on-chain. O token nativo do Polygon é o POL, um token ERC-20 que garante compatibilidade com outras criptomoedas baseadas no Ethereum. A plataforma é operada pela Polygon Labs.
Polygon é uma blockchain de segunda camada 2 (layer-2) da Ethereum, que processa transações fora da cadeia principal (off-chain) antes de finalizá-las na rede Ethereum. Isso significa que, ao invés de cada transação ser processada individualmente na blockchain do Ethereum, muitas transações são agrupadas e tratadas em um único lote na rede Polygon.
Vários aplicativos descentralizados (dApps) rodam na Polygon, como DeFi, DAOs e NFTs.

## História
A empresa de blockchain Polygon era originalmente conhecida como Matic Network. A Rede Matic foi lançada em 2017 por quatro engenheiros de software: Jaynti Kanani, Sandeep Nailwal, Anurag Arjun e Mihailo Bjelic. Em fevereiro de 2021, o projeto foi renomeado para Polygon Technology.
Em agosto de 2021, a Polygon adquiriu a Hermez Network por US$ 250 milhões. Em dezembro de 2021, a Polygon adquiriu a rede de blockchain Mir por 250 milhões de tokens MATIC, com os tokens tendo um valor de cerca de US$ 400 milhões no momento da transação.
Em dezembro de 2021, a Polygon divulgou uma vulnerabilidade de segurança que resultou no roubo de 801.601 tokens MATIC.
Em fevereiro de 2022, a Polygon arrecadou US$ 450 milhões com a venda de tokens MATIC em uma rodada liderada pela Sequoia Capital India, incluindo a Tiger Global e a Softbank Vision Fund.
Em novembro de 2022, o JPMorgan completou sua primeira transação transfronteiriça em uma blockchain pública utilizando a rede Polygon e uma versão modificada do protocolo Aave.
Em 15 de dezembro de 2022, Donald Trump lançou uma coleção de NFTs cunhados na rede Polygon para venda ao público por US$ 99 cada.
Em fevereiro de 2023, a Polygon estava fazendo parcerias com grandes empresas como Starbucks e Mastercard, com a Fortune observando que ela foi relativamente não afetada pelo crash das criptomoedas de 2022, em comparação com outras empresas. A Fox Network começou a trabalhar com a Polygon em um projeto de blockchain em 2023. Também em 2023, a Revista TIME nomeou a Polygon Labs como uma das 100 empresas mais influentes do ano.
Em outubro de 2023, o co-fundador da Polygon, Jaynti Kanani, anunciou sua decisão de se afastar das operações diárias do projeto após seis anos de envolvimento. Em um post de 4 de outubro no X, Kanani afirmou que planeja focar em "novas aventuras", enquanto continua a contribuir para Polygon "do lado de fora".
Em janeiro de 2024, a Polygon anunciou que sua comunidade havia votado para financiar um novo "Tesouro Comunitário", com cerca de US$ 720 milhões em tokens para financiar subsídios para projetos dentro do ecossistema da Polygon.
Em fevereiro de 2024, a Polygon Labs demitiu 60 funcionários, cerca de 19% de sua equipe.
No dia 4 de setembro de 2024, a Polygon iniciou a migração do token MATIC para seu novo token chamado POL. Desde 10 de setembro de 2024, a Rede Polygon está usando o POL como token de gás nativo, no lugar da MATIC. Esta troca de token foi instantânea e não exigiu nenhuma ação.

## Tecnologia
A Polygon emprega um mecanismo de consenso proof-of-stake modificado, que permite que o consenso seja alcançado em cada bloco. (No proof-of-stake padrão, necessita-se processar um grande número de blocos para estabelecer o consenso). O método de prova de participação exige que os participantes deixem seus tokens em stake (bloqueados), em troca do direito de validar as transações da rede Polygon. Os validadores bem-sucedidos são então recompensados com tokens POL proporcionalmente à sua participação no stake de POL. A rede Polygon visa resolver problemas dentro da plataforma Ethereum, como taxas de transação caras e velocidade de processamento lenta.
Em janeiro de 2024, a Polygon anunciou um novo protocolo chamado AggLayer que visa agregar camadas ZK-proofs de várias blockchains e permitir que desenvolvedores conectem blockchains de camada 1 e 2 para mesclá-las em uma única rede. De acordo com a Polygon Labs, o AggLayer visa fornecer uma experiência de usuário perfeita, comparável à da Internet, eliminando a necessidade da realização constante de demoradas bridges entre cadeias diferentes. Como exemplo, a Polygon Labs demonstrou como um usuário da rede Arbitrum (outra Layer-2 da Ethereum) que possui USDT, poderia comprar um NFT na Polygon sem a necessidade de fazer bridge do USDT entre a Arbtirum e a Polygon. “Da perspectiva do usuário final, parecerá uma única blockchain”, afirmou o Polygon Labs.

## Parcerias
Polygon é a plataforma blockchain que executa o Polymarket, o maior mercado preditivo do mundo. O Polymarket é o primeiro dApp de criptomoedas a alcançar o grande público.
Em julho de 2022, a Polygon participou do programa de aceleração de 2022 da Disney para expandir realidade aumentada, NFTs e IA.
Em outubro de 2022, a polícia indiana em Firozabad começou a usar a Polygon para relatar crimes.
Em janeiro de 2023, a Polygon fez parceria com a Alethea AI em uma "campanha de colecionáveis de IA" para negociar NFTs de personagens de IA na Polygon.
Em março de 2023, a Polygon fez parceria com a Immutable Pty Ltd para integrar a tecnologia zkEVM da Polygon na blockchain da Immutable.
Em abril de 2023, a Polygon e o Google Cloud formaram uma aliança estratégica plurianual para acelerar a adoção dos protocolos Polygon, aprimorando o desenvolvimento de produtos Web3 e aplicativos descentralizados. Além disso, em setembro do mesmo ano, a Polygon Labs anunciou que o Google Cloud se tornaria validador da rede Polygon, usando a mesma infraestrutura do YouTube e Gmail.
Uma parceria de 2023 entre a Polygon e a DraftKings, onde a equipe foi autorizada a ficar com todos os lucros da venda de POL, sofreu um escrutínio por potenciais aspectos não divulgados do acordo, o que a Polygon negou.
No dia 22 de novembro de 2024, a Worldwide Stablecoin Payment Network (WSPN) anunciou uma colaboração com a Polygon Labs para levar sua stablecoin principal, a WUSD, para DeFi e outros sistemas.
Em janeiro de 2025, a Jio Platforms, empresa de telecomunicações e serviços digitais da Índia, anunciou parceria com a Polygon para desbloquear oportunidades da Web3 para milhões de indianos. A iniciativa envolve uma colaboração com a Polygon Labs com o objetivo de apoiar o desenvolvimento de aplicativos e serviços descentralizados no país. A parceria entre Jio e Polygon é mais do que apenas um avanço tecnológico; ela sinaliza uma mudança estratégica para democratizar o acesso a soluções de blockchain e Web3.